# ارباب جاسوس (شخصیت کمیک)
ارباب جاسوس یک شخصیت تخیلی و ابرتبه‌کار در کتاب‌های کامیک مارول کامیکس می‌باشد. این کاراکتر به وسیلهٔ استن لی، دان هک و آلین برودسکی خلق شده و در مردآهنی شمارهٔ ۳۳ام (ژانویه ۱۹۷۱) برای اولین بار معرفی شد. ارباب جاسوس ابتدا یک ربات (سلاح) جاسوسی بود که بیشتر برای دشمنی‌اش با مردآهنی شناخته شده است. هویت این شخصیت در طول سال‌ها برای چندین بار عوض شده است.